# Malmedyi mészárlás
A malmedyi mészárlás az 1944. december 16-án indított ardenneki offenzíva végkimenetele volt, amely kritikus jelentőséggel bírt a szemben álló felek számára.

## A csata
A harcban és a mészárlásban részt vett katonák parancsnoka Josef Dietrich volt.
Az offenzíva célja Antwerpen visszahódítása volt. Az ardenneki csata döntő jelentőségű volt: ha a német egységeknek sikerül visszafoglalniuk a stratégiai fontosságú Antwerpent, ezzel új fejezetet nyithatnak a háború történetében. Kudarc esetén a szövetségesek szabad utat kapnak a további térhódításra. A csatában jelen volt Joachim Peiper SS-Obersturmbannführer, és a hírhedten vakmerő, szövetséges alakulatnak álcázott, jól felszerelt Kampfgruppe parancsnokaként Otto Skorzeny. A harc kezdetén a német gárdaalakulatok 8000 főt számláltak, de számuk a harc végére 500 főre olvadt. A hősies küzdelem ellenére is komoly szégyenfolt esett a katonák becsületén, mely hosszú évekig kísértette őket.

### A mészárlás

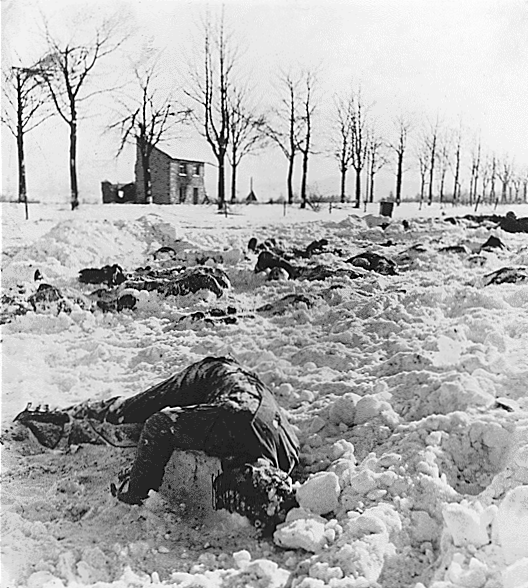
Meggyilkolt amerikai katonák 1945. január 14-én

A támadó ék csúcsát adó Kampfgruppe Peiper december 17-én, a hadművelet második napján, az útvonal kényszerű módosítása után elérte a belgiumi Malmedyt. A német elit alakulat déltájban megütközött a 285. Tüzérségi Megfigyelő Zászlóaljjal; a harcedzett, agresszív SS-katonák gyorsan legyűrték a gyengén felfegyverzett, tapasztalatlan amerikaiakat. A német katonák megsemmisítették a város közelében található könnyű repülőgépeket, majd az összes foglyot kiterelték a város közeli mezőre. A német egység páncélosai tovább vonultak, és hátrahagytak néhány katonát a foglyok őrzésére. Sokáig tartotta magát az a tévhit, hogy a mészárlás előre eltervezett volt, ezt részben propaganda céllal is terjesztették. A valóság ezzel szemben az, hogy a fegyelmezetlen amerikaiak szökni próbáltak, és erre a németek a tömegbe lőttek, meggyilkolva sokukat. Így fordulhatott elő, hogy néhány amerikai katonának mégis sikerült megszöknie, és elbújnia a városban. Az áldozatok pontos számát sosem sikerült meghatározni, de egyesek szerint legalább 72, pesszimista becslések szerint minimum 130 amerikai katonát lőttek le a mezőn és környékén.

## Következmények

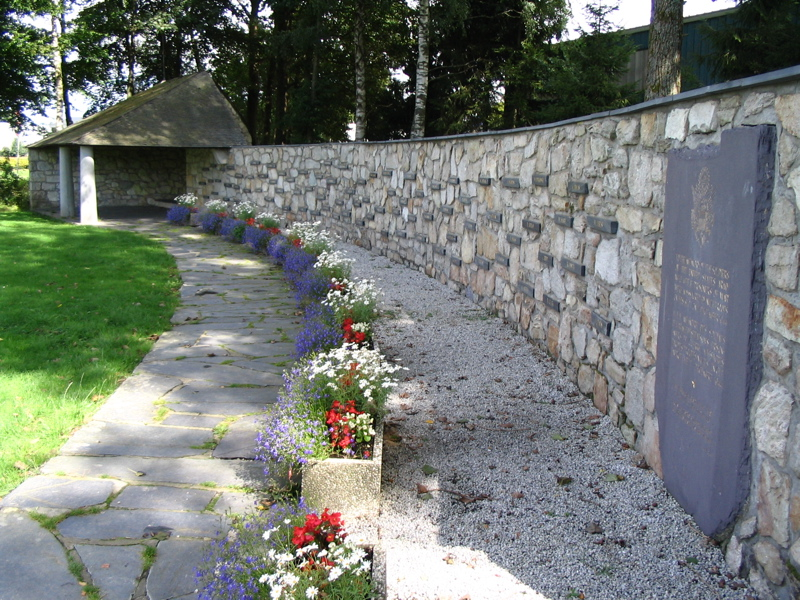
Az emlékmű Baugnez faluban

1945 nyarán az amerikai katonai hatóságok mintegy ezer katonát fogtak el és hallgattak ki, akik 1944 decemberében a Leibstandarte SS Adolf Hitler páncéloshadosztály kötelékéhez tartoztak, és részt vettek az ardenneki offenzívában. Kiváltképpen azokra a férfiakra vadásztak, akik a Peiper-harccsoporthoz voltak beosztva; úgy vélelmezték, hogy ez az alakulat, s az alakulat parancsnoka tehető felelőssé a vérfürdőért. A katonai ügyészség célja az volt, hogy információt szerezzen a malmedyi mészárlás elkövetőiről, tisztázza a részleteket, és elkészítsen egy bűnvádi eljárást. A nyomozás során 74 gyanúsítottat – vagyis az alakulat túlélőinek csaknem 10 százalékát – vették őrizetbe; legtöbbjüket a Malmedy mellett elkövetett vérfürdő, másokat pedig egyéb, főként civilek ellen elkövetett atrocitások gyanúja miatt. A vádlottak egyike, a 18 éves Arvid Freimuth a tárgyalás előtt öngyilkos lett, cellájában akasztotta fel magát, így az eljárás során 73 egykori Waffen-SS-tiszt ült a vádlottak padján.
A perre Dachauban került sor, a tárgyalást 1946. május 12-én nyitotta meg az Amerikai Egyesült Államok képviseletében eljáró bíró. Az eljárást Malmedy borzalmas örökségének szelleme kísértette, és a Dachau-per néven vált közismertté. Az eljárás során a bíróság 43 főt halálra ítélt (az ítéleteket soha nem hajtották végre), 22 főt felmentett, és 8 főt börtönbüntetésre ítélt. Az elítéltek 1950-ig kiszabadultak a börtönből, kivéve Peipert, aki 1956-ban szabadult.
Peipert 1976 júliusában franciaországi lakhelyén – miután személyazonosságára fény derült, és több fenyegetést kapott – meggyilkolták. Kommunista terroristák rágyújtották a házát, tűzhalált halt.